# Fairview, Oklahoma
Fairview är administrativ huvudort i Major County i Oklahoma. Enligt 2010 års folkräkning hade Fairview 2 579 invånare.